# Народна скупштина Републике Српске
Народна скупштина Републике Српске највише је представничко тијело и носилац уставотворне и законодавне власти у Републици Српској. Састоји се из 83 народна посланика. Тренутни предсједник Народне скупштине Републике Српске је Ненад Стевандић из Уједињене Српске (УС).
У актуелни једанаести сазив изабрани су посланици са једанаест изборних листа. Парламентарну већину тренутно чине следећи клубови посланика који имају своје министре у Влади:
- Савез независних социјалдемократа (СНСД) — 32 посланика,
- Социјалистичка партија (СП) — 5 посланика,
- Народна партија Српске (НПС) — 5 посланика,
- Уједињена Српска (УС) — 4 посланика,
- Демократски савез (ДЕМОС) — 2 посланика.

Подршку Влади дају следећи клубови посланика:
- Социјалистичка партија Српске (СПС) — 3 посланика,
- Демократски народни савез (ДНС) — 2 посланика.

## Историја
Народна скупштина Републике Српске је основана 24. октобра 1991. године као Скупштина српског народа у Босни и Херцеговини. На првој сједници одржаној у Сарајеву, СФРЈ, расписан је плебисцит и усвојена „Декларација о остајању српског народа у заједничкој држави Југославији”. Референдум на коме су се Срби изјаснили о останку у Југославији је одржан 9. и 10. новембра 1991.
Оснивање Скупштине српског народа у Босни и Херцеговини и конституисање Републике Српске је, напросто, била потреба за очувањем идентитета и државности Срба у Босни и Херцеговини, што је у складу са међународним правом и Повељом Уједињених нација. Упоредо са политичком борбом коју су легитимно изабрани представници српског народа водили у Скупштини Босне и Херцеговине за очување статуса конститутивног и равноправног народа, локалне заједнице — општине са већинским српским становништвом се у циљу осигурања свог економског, социјалног и културног развоја, самоорганизују и уједињују у „Заједницу општина”", а потом
формирају пет српских аутономних области и регија..
У складу са људским правима, успостављеним међународно-правним принципима, као и начелима и правилима уставног поретка, Народна скупштина Републике Српске доноси Декларацију о проглашењу Републике српског народа Босне и Херцеговине 9. јануара 1992. у Сарајеву, обезбјеђујући као конституанта, Уставом који је донесен 28. фебруара 1992, правну моћ и правну сигурност, легалитет и легитимитет Републике Српске. Тада је на основу резултата „Новембарског референдума” Република Српска проглашена за федералну јединицу у саставу Савезне Републике Југославије.
Муслиманским и хрватским странкама био је циљ разбијање Југославије и стварање унитарне државе Босне и Херцеговине, у којој би српски народ био на друштвеној маргини и сведен на статус националне мањине. Такав однос и стање утицали су на то да су српски посланици конституисали српски блок посланика од укупно 84 посланика, претежно из Српске демократске странке, затим из Српског покрета обнове, Социјалдемократске партије и Савеза реформских снага Југославије. Био је то први корак ка почетку стварања Републике Српске и Народне скупштине Републике Српске.
Током тешких година рата из безбједносних разлога Народна скупштина се измјешта на територију Српског Сарајева, функционише и засједа на Палама. Једна од најдужих сједница у историји Скупштине је одржана 5. маја 1993. на Јахорини, када су посланици 17 сати расправљали Венс-Овенов план. Од 1998. године административно сједиште Народне скупштине Републике Српске прелази у Бању Луку, гдје се налази и данас.
По окончању ратних дејстава, потписивањем Дејтонског мировног споразума (1995) Народна скупштина Републике Српске преузима примарну одговорност спровођења нормативне државне реизградње и обнове, те као законодавни орган предводи и непосредно спроводи законске реформе кроз које Република Српска пролази у послијератним годинама.
Састав Народне скупштине Републике Српске, по савременим парламентарним принципима, чине осамдесет и три (83) народна посланика изабрана на непосредним парламентарним изборима од стране народа. Народни посланици у Народној скупштини Републике Српске су се бирали до 2002. године на мандат у трајању од двије године, а од 2002. године у складу са новом законском регулативом, народни посланици се бирају на мандат у трајању од четири године.

## Избори и сазиви
Народна скупштина Републике Српске је до сада функционисала у десет сазива:
| Избори                                             | Сазив                                             |
| -------------------------------------------------- | ------------------------------------------------- |
| Општи избори у СР Босни и Херцеговини 1990.        | сазив (24. октобар 1991 — 14. септембар 1996)     |
| Избори за Народну скупштину Републике Српске 1996. | сазив (19. октобар 1996. — 27. децембар 1997)     |
| Избори за Народну скупштину Републике Српске 1997. | сазив (27. децембар 1997. — 19. октобар 1998)     |
| Избори за Народну скупштину Републике Српске 1998. | сазив (19. октобар 1998. — 16. децембар 2000)     |
| Избори за Народну скупштину Републике Српске 2000. | сазив (16. децембар 2000. — 28. новембар 2002)    |
| Избори за Народну скупштину Републике Српске 2002. | сазив (28. новембар 2002. — 9. новембар 2006)     |
| Избори за Народну скупштину Републике Српске 2006. | сазив (9. новембар 2006. — 15. новембар 2010)     |
| Избори за Народну скупштину Републике Српске 2010. | сазив (15. новембар 2010. — 24. новембар 2014)    |
| Избори за Народну скупштину Републике Српске 2014. | сазив (24. новембар 2014. — 19. новембар 2018)    |
| Избори за Народну скупштину Републике Српске 2018. | сазив (од 19. новембра 2018. — 15. новембар 2022) |
| Избори за Народну скупштину Републике Српске 2022. | сазив (од 15. новембра 2022)                      |

## Предсједници
Садашњи предсједник Народне скупштине Републике Српске: Ненад Стевандић.
1. Момчило Крајишник (25. октобар 1991. — мај 1996); (Бирао га први сазив НСРС.)
2. Драган Калинић (мај 1996. — 4. новембар 1998); (Бирао га први, други и трећи сазив НСРС.)
3. Петар Ђокић (4. новембар 1998. — 16. децембар 2000); (Бирао га четврти сазив НСРС.)
4. Драган Калинић (16. децембар 2000. — 29. јун 2004); (Бирао га пети и шести сазив НСРС.)
5. Душан Стојичић (20. јул 2004. — 28. фебруар 2006); (Бирао га шести сазив НСРС.)
6. Игор Радојичић (28. фебруар 2006. — 24. новембар 2014); (Бирао га шести, седми и осми сазив НСРС.)
7. Недељко Чубриловић (24. новембар 2014. — 15. новембар 2022); (Бирао га девети и десети сазив НСРС.)
8. Ненад Стевандић (од 15. новембра 2022); (Бирао га једанаести сазив НСРС.)

## Одбори
1. Одбор за привреду и финансије
2. Законодавни одбор
3. Одбор за политички систем, правосуђе и управу
4. Одбор за одбрану и безбједност
5. Одбор за заштиту права избјеглица и расељених лица
6. Одбор за представке, приједлоге и друштвени надзор
7. Одбор једнаких могућности
8. Одбор за заштиту животне средине
9. Одбор за уставна питања
10. Одбор за праћење стања у области пензијско-инвалидског осигурања
11. Одбор за борачко-инвалидску заштиту
12. Одбор за образовање, науку, културу и информисање
13. Одбор за здравство, рад и социјалну политику
14. Одбор за питања младих
15. Одбор за пољопривреду, шумарство и водопривреду
16. Одбор за европске интеграције и регионалну сарадњу

## Сједиште
Сједиште Народне скупштине Републике Српске је у Бањој Луци на адреси Трг јасеновачких жртава 1 (у некадашњој згради Дома ЈНА и Дома Војске Републике Српске). Испред зграде Скупштине се налази Трг јасеновачких жртава на коме се налази споменик Топола ужаса. До 30. априла 2018. године, зграда Скупштине била је на адреси Вука Караџића 2.